# Muziekvereniging De Eendracht Almelo
De Eendracht is een muziekvereniging bestaande uit een harmonieorkest uit de Overijsselse plaats Almelo.

## Geschiedenis
Muziekvereniging De Eendracht Almelo werd opgericht op 3 november 1902 in de boerderij van de fam. Johs. Löwik aan de Demmersweg in Almelo. In 1905 nam De Eendracht met 18 muzikanten voor het eerst deel aan een concours in Scheveningen. In 1912 werd als lid van de Nederlandse Federatie van Harmonie- en Fanfaregezelschappen deelgenomen aan het concours in Oosterbeek. Onder leiding van dirigent E. Geels jr. werd met 28 leden een eerste prijs met promotie naar de 1e afdeling behaald. In 1913 bleek het toenmalige repetitielokaal "De Mooie Vrouw" te klein geworden voor De Eendracht. Café "De Kroon", meer gelegen in de richting van de stad, was pas verbouwd en werd daarna tot 1972 het nieuwe repetitielokaal. Vanaf 1972 tot heden wordt er op de maandagavond gerepeteerd in Wijk- en Jeugdcentrum "De Trefhoek" in de Almelose wijk Sluitersveld. Op 16 december 2002 kreeg de muziekvereniging de Koninklijke Erepenning, "het ereteken voor verenigingen of instellingen van filantropische, wetenschappelijke, culturele of maatschappelijke aard, dan wel sportverenigingen, die zich op hun gebied verdienstelijk hebben gemaakt". De uitreiking van deze erepenning met bijbehorende oorkonde vond plaats tijdens een concert op zondag 13 april 2003 in hotel-restaurant Tibbe door de burgemeester van Almelo, drs. M. Knip.

## Harmonieorkest
In 2015 bestaat het harmonieorkest uit ongeveer 50 muzikanten en is opgebouwd volgens de traditionele klassieke harmoniebezetting met verschillende hout- en koperblaasinstrumenten en slagwerk.